# Yulinmuren
Yulinmuren (榆林长城; Yúlín chángchéng) är serie sektioner av kinesiska muren som löper i Shaanxi innanför provinsens nordvästra gräns mot Inre Mongoliet.
Precis nordväst om Yulin passerar kinesiska muren i riktning från sydväst mot nordost. Muren byggdes ursprungligen av riket Qin under tiden för kung Zhaoxiang (r. 306–251 f.Kr.) Ovanpå denna äldre muren färdigställde Mingdynastin 1474 en ny mur av packad jord som längs vissa sträckor kombinerades med djupa diken.
I anslutningen till muren vid Yulin uppfördes 1607 fortet Zhenbeitai (镇北台; Zhènběitái) som är en observationspost för den strategiska handelspunkten vid Yulin. Tornet i Zhenbeitai är nästan 30 m högt och är byggt i fyra nivåer.
Försvaret av Yulinmuren under Mingdynastin låg under Yansui garnisons ansvarsområde.